# Anamaera hixoni
Anamaera hixoni är en kräftdjursart som beskrevs av Thomas och J. L. Barnard 1985. Anamaera hixoni ingår i släktet Anamaera och familjen Melitidae. Inga underarter finns listade i Catalogue of Life.